# グルタミン酸カルシウム
グルタミン酸カルシウム(Calcium diglutamate)は、化学式Ca(C5H8NO4)2の化合物である。グルタミン酸のカルシウム塩で、グルタミン酸ナトリウムのアナログであり、うま味調味料として用いられる。実際のうま味成分はグルタミン酸であるため、グルタミン酸カルシウムは、グルタミン酸ナトリウムと同じうま味を持ち、しかもナトリウム量を増加させない。また、可溶カルシウムイオン源として、この化合物は、フッ化水素に晒された時の応急処置にも用いられる。